# Azkoitia

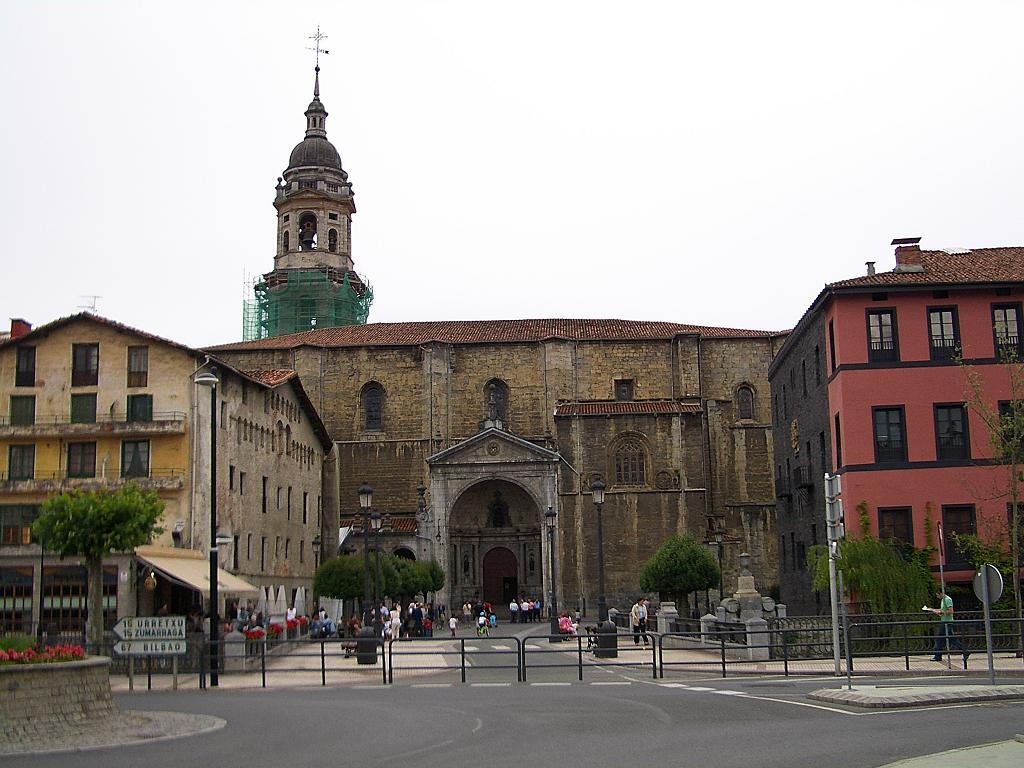
Azkoitia's central square, with Paroquia Santa Maria La Real (the city's main church

Azkoitia  là một đô thị trong tỉnh Guipúzcoa thuộc cộng đồng tự trị Xứ Basque, Tây Ban Nha.

## Dân số

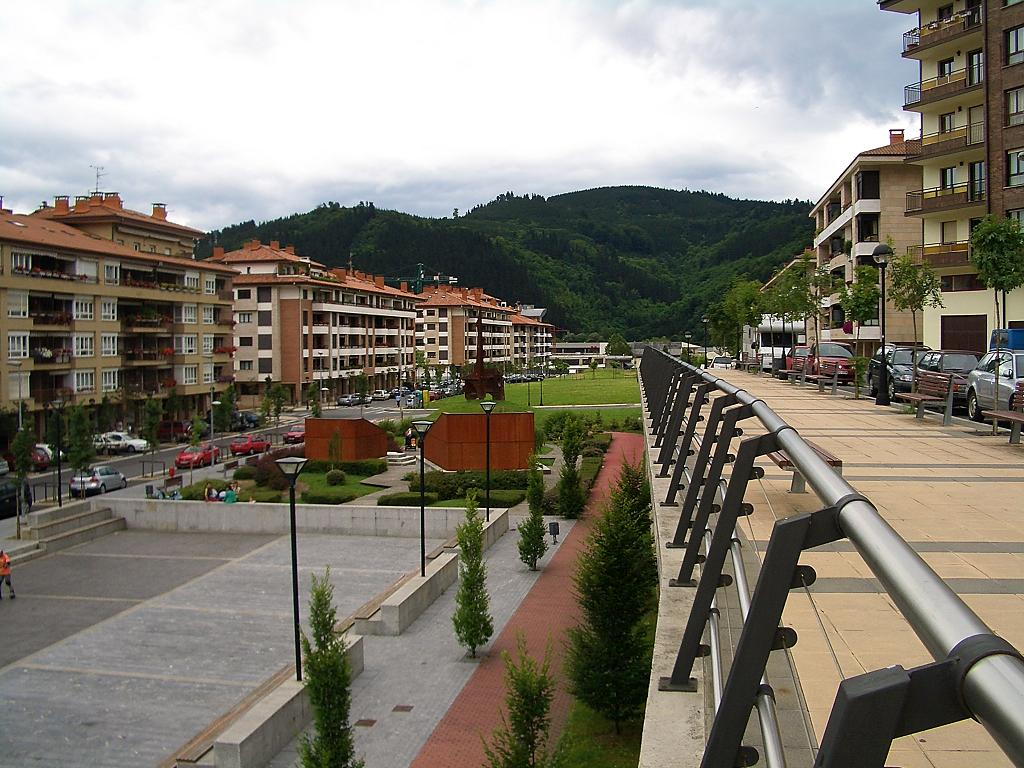
A boulevard across the river from Azkoitia's old central square

Năm 2004, đô thị này có dân số là 10.946 người, với 5.324 (49.867%) nam và 5.262 (50.133%) nữ.